# Pasquale Meomartini (1910-1987)
Pasquale Meomartini junior (Benevento, 30 agosto 1910 – Nerano, 5 luglio 1987) è stato un politico e dirigente sportivo italiano.

## Biografia
Di antica famiglia originaria di Colle Sannita, figlio di Mario, magistrato, e di Giulia Zampelli, prese il nome dello zio generale Pasquale e dell'avo paterno Pasquale Capilongo (Benevento 3 agosto 1836 - 28 gennaio 1923) che fu maggiore della Guardia Nazionale, consigliere comunale e sindaco (1867-74), nonché presidente del Consiglio provinciale e Deputato della sinistra costituzionale dal 1876 al 1895.
Laureatosi in Scienze politiche e sociali e in Giurisprudenza si dedicò alla professione di avvocato e, sin da giovanissimo, anche alla politica come reggente e poi Preside della Provincia di Benevento durante il fascismo (1938) quale successore di Ferdinando Rosati.
Valoroso soldato e invalido di guerra, fu decorato di Medaglia di Bronzo al Valor Militare sul campo, ricoprendo altresì al termine del conflitto le cariche di Consigliere dell'ISVEIMER e Ispettore Generale dell'ENPAS.
A Benevento fu anche assai noto poiché si distinse come generoso sostenitore dello sport, coadiuvato sia dal fratello maggiore avvocato Gennaro (1909-1959, che volle e finanziò la costruzione del nuovo stadio di Benevento - ex campo Santa Maria degli Angeli - e a lui intitolato in quanto ultimato contestualmente alla sua scomparsa), e sia dal minore Rodolfo (1912-1981) magistrato di Cassazione il quale finanziò personalmente non poche manifestazioni ed alcune formazioni e squadre di varie discipline in seno alle associazioni cattoliche che pure sostenne da fervido credente. Testimonianza del loro mecenatismo sportivo fu, nel 1962, la denominazione di Gruppo Sportivo Meomartni assegnata dai giovani atleti alla squadra di basket cittadina appena costituita e che nel 2012 ha festeggiato il 50º anno di attività.
Presidente Regionale e Provinciale del CONI - carica che ricoprì per moltissimi anni dal 1962 alla morte- realizzò e promosse inoltre sempre a Benevento la costruzione di impianti sportivi e il riammodernamento dello Stadio "Gennaro Meomartini", mentre nel 1963 riuscì ad inserire la città nei "Giochi del Mediterraneo" e infine volle la realizzazione del nuovo stadio Santa Colomba, oggi Stadio 'Ciro Vigorito'.
Allontanatosi dalla politica attiva sin dal dopoguerra, Pasquale Meomartini nel 1964 fu contattato da esponenti della DC che gli proposero di candidarsi come Sindaco di Benevento, carica che ricoprì dal febbraio 1965 al novembre 1967 eletto a grande maggioranza guidando una coalizione di centro sinistra (la prima nella città di Benevento) che comprendeva DC, PSI e PSDI.
Durante gli anni del suo sindacato, ma anche prima e dopo il periodo di impegno politico, promosse significative opere: fu sua, infatti, l'idea della creazione della superstrada Benevento-Telese-Caianello e fu grazie alla sua intercessione presso il dottor Picella (Segretario Generale della Presidenza della Repubblica) se l'allora presidente della repubblica Giuseppe Saragat venne in visita nella città di Benevento nel giugno del 1967.
Nel 1967 si dimise da primo cittadino per candidarsi alle imminenti elezioni regionali designato dal gruppo Sannita "Nuova Sinistra" il cui leader nazionale era Fiorentino Sullo, ma non riuscì ad essere eletto, tornando quindi alla professione di avvocato e alle mansioni di dirigente del Coni, tant'è che all'età di 75 anni guidò una staffetta per salvare dal degrado la Piscina Scandone di Napoli.
Grand'Ufficiale della Repubblica Italiana e Stella d'oro al merito sportivo, fu pure insignito della Medaglia d'oro per lo sport dell'Accademia Pontaniana, prima in assoluto concessa in tale settore, 
Morì improvvisamente per un infarto mentre nuotava nelle acque di Nerano nei pressi di Massa Lubrense. La tragica scomparsa non consentì alla moglie Lina Iengo e ai due figli Mario e Gabriella di adempiere alla sua volontà di donare le cornee all'Ospedale dei Pellegrini.
A Benevento, ove riposa nella cappella di famiglia, gli è stata intitolata una piazza, mentre una strada cittadina onora la memoria del fratello Rodolfo.

## Onorificenze
- Medaglia di Bronzo al V.M. sul campo
- Croce al merito di guerra
- Stella d'Oro al Merito Sportivo
- Medaglia d'Oro per lo sport dell'Accademia Pontaniana di Napoli